# Europas Grand Prix 2002
Europas Grand Prix 2002 var det nionde av 17 lopp ingående i formel 1-VM 2002. Loppet kördes i Tyskland.

## Resultat
1. Rubens Barrichello, Ferrari, 10 poäng
2. Michael Schumacher, Ferrari, 6
3. Kimi Räikkönen, McLaren-Mercedes, 4
4. Ralf Schumacher, Williams-BMW, 3
5. Jenson Button, Renault, 2
6. Felipe Massa, Sauber-Petronas, 1
7. Nick Heidfeld, Sauber-Petronas
8. Jarno Trulli, Renault
9. Olivier Panis, BAR-Honda
10. Pedro de la Rosa, Jaguar-Cosworth
11. Enrique Bernoldi, Arrows-Cosworth
12. Jacques Villeneuve, BAR-Honda
13. Heinz-Harald Frentzen, Arrows-Cosworth
14. Allan McNish, Toyota
15. Mark Webber, Minardi-Asiatech
16. Takuma Sato, Jordan-Honda

### Förare som bröt loppet
- Mika Salo, Toyota (51, växellåda)
- Alex Yoong, Minardi-Asiatech (48, hydraulik)
- Eddie Irvine, Jaguar-Cosworth (41, hydraulik)
- Juan Pablo Montoya, Williams-BMW (27, kollision)
- David Coulthard, McLaren-Mercedes (27, kollision)
- Giancarlo Fisichella, Jordan-Honda (26, olycksskada)

## VM-ställning
| Förarmästerskapet 1. Michael Schumacher, Ferrari, 76 2. Ralf Schumacher, Williams-BMW, 30 3. Juan Pablo Montoya, Williams-BMW, 27 | Konstruktörsmästerskapet 1. Ferrari, 102 2. Williams-BMW, 57 3. McLaren-Mercedes, 37 |